# Knut Radbruch
Knut Radbruch (* 7. Januar 1936 in Hamburg; † 23. Januar 2024) war ein deutscher Mathematiker und war von 1971 bis 2001 Professor für Mathematik und ihre Didaktik an der Universität Kaiserslautern.

## Werdegang
Radbruch studierte von 1954 bis 1959 Mathematik, Physik, Philosophie und Pädagogik in Hamburg, Erlangen und Heidelberg. Er schloss sein Studium mit dem Ersten Staatsexamen ab. Danach war er von 1960 bis 1970 mit einer Unterbrechung von 1964 bis 1966, die er im Höheren Schuldienst in Hamburg verbrachte, am Mathematischen Institut der Universität Tübingen. Zunächst hatte er bis 1964 eine Stelle als wissenschaftlicher Assistent inne, von 1966 bis 1970 war er Akademischer Rat. Während seiner Tübinger Zeit legte Radbruch 1965 das Zweite Staatsexamen ab. Am 1. Januar 1971 trat er seine Stelle als Professor an der Universität Kaiserslautern an.
Radbruchs Interesse galt vor allem den Beziehungen der Mathematik zu den Geisteswissenschaften und der Philosophie der Mathematik.

## Werke
- Radbruch, Knut: Mathematik in den Geisteswissenschaften, Vandenhoeck & Ruprecht, Göttingen, 1989, ISBN 3-525-33552-0
- Radbruch, Knut: Mathematische Spuren in der Literatur, Wissenschaftliche Buchgesellschaft, Darmstadt, 1997, ISBN 3-534-11617-8
- Radbruch, Knut: Emmy Noether: Mathematikerin mit hellem Blick in dunkler Zeit
- Radbruch, Knut: Bausteine zu einer Kulturphilosophie der Mathematik, Edition am Gutenbergplatz, Leipzig, 2009, ISBN 978-3-937219-31-8 (EAGLE 031)